# Угелли (город)
Угелли (англ. Ughelli) — город на юге Нигерии, на территории штата Дельта. Входит в состав района местного управления Северное Угелли.

## История
Устная традиция Угелли гласит, что великий предок и отец-основатель Угелли ("Угене") является вторым сыном Огвогвы (принца из королевства Бенин). Как гласит история, Огвогва в поисках своего собственного королевства сначала поселился в Таракири, а позже отправился в Овири-Огор (нынешнее место расположения технического колледжа Огор). Позже Угене покинул Овири-Огор и основал Овводоаванре (Старое поселение), до того как нынешняя штаб-квартира поселения находилась в Отовводо (традиционная штаб-квартира).

## Географическое положение
Город находится в центральной части штата, в западной части дельты Нигера, на высоте 25 метров над уровнем моря.
Угелли расположен на расстоянии приблизительно 107 километров к юго-западу от Асабы, административного центра штата и на расстоянии 420 километров к юго-юго-западу (SSW) от Абуджи, столицы страны.

## Население
По данным переписи 1991 года численность населения Угелли составляла 54 206 человек.
Динамика численности населения города по годам:
| 1991   | 2012   |
| ------ | ------ |
| 54 206 | 89 521 |

## Транспорт
Ближайший аэропорт расположен в городе Варри.